# Fenoldopam
Fenoldopam (łac. Fenoldopamum) – organiczny związek chemiczny, syntetyczny lek będący obwodowym agonistą receptorów dopaminowych D1A. 
Stosowany jest w terapii nadciśnienia tętniczego. Obniża ciśnienie krwi poprzez wazodylatację tętniczek, zmniejszając obciążenie następcze. Powoduje również zwiększone wydalanie sodu przez nerki. Możliwymi efektami ubocznymi jego stosowania mogą być hipotonia oraz zwiększone ciśnienie śródgałkowe.